# Brent Mydland
Brent Mydland (* 21. Oktober 1952 bei München, Deutschland; † 26. Juli 1990 in Lafayette, Kalifornien) war ein US-amerikanischer Keyboarder und Sänger. Er war von 1979 bis zu seinem Tod im Jahr 1990 Mitglied bei den Grateful Dead.

## Biografie
Brent Mydland wurde auf einer amerikanischen Militärbasis nahe München geboren. Sein Vater war dort als Kaplan bei der US Army stationiert. Als Mydland ein Jahr alt war, zog die Familie in die Bay Area von San Francisco. Mydland, der in Concord aufwuchs, begann während seiner High-School-Zeit, in Bands zu spielen. In den 70er Jahren war er Mitglied bei Batdorf & Rodney und später bei Silver. Silver veröffentlichte 1976 eine LP bei Arista Records. (Im Jahr 2000 wurde das Album vom französischen Label Magic Records auf CD herausgegeben).
1978 spielte Mydland kurzzeitig in der Band von Bob Weir. Als die Grateful Dead Ersatz für Keith & Donna Godchaux suchten, fiel die Wahl auf Brent Mydland. Am 22. April 1979 spielte Mydland sein erstes Konzert mit den Dead. Im Gegensatz zu seinem Vorgänger Godchaux, der sich auf der Bühne meist aufs Klavierspiel beschränkte, spielte Mydland wieder Hammond-B3-Orgel wie einst Pigpen sowie Synthesizer und sorgte so für frische Klangfarben in der 15 Jahre alten Band. Außerdem erweiterte er den Stimmenumfang der Band um eine hohe Harmoniestimme.
Als dritter Leadsänger neben Jerry Garcia und Bob Weir steuerte Mydland auch eigene Songs zum Repertoire der Grateful Dead bei, die er teilweise mit John Barlow, dem Autorenpartner von Bob Weir, schrieb. Für das Album Built To Last schrieb Mydland ganze vier Songs – mehr als seine Kollegen Garcia und Weir. Unter den Coverversionen, die Mydland sang, waren Dear Mister Fantasy, Hey Jude, Hey Pockey Way und Gimme Some Lovin’.
Um 1982 arbeitete Mydland an einem Solo-Album, das jedoch nie veröffentlicht wurde.
Mydland verstarb am 26. Juli 1990, nur wenige Tage nach dem Ende der Sommer-Tournee der Grateful Dead, an einer Überdosis eines Kokain-Morphingemisches (Speedball). Er hinterließ seine Frau Lisa und seine Töchter Jessica und Jennifer. Bei den Grateful Dead wurde Mydland durch Vince Welnick und – übergangsweise – Bruce Hornsby ersetzt.
Seit den späten 90er Jahren erschienen weitere Live-Alben der Grateful Dead aus ihrer Zeit mit Mydland. Besonders hervorzuheben sind hier Dozin’ At The Knick, Nightfall Of Diamonds und Truckin’ Up To Buffalo (alle live ‘89/’90) sowie Go To Nassau (live ’80).

## Diskografie
mit Silver:
- Silver (Arista 1976 / als CD: Magic Records, 2000)

mit Grateful Dead:
- Go to Heaven (Arista 1980)
- Reckoning (Arista 1981)
- Dead Set (Arista 1981)
- In the Dark (Arista 1987)
- Dylan & The Dead (mit Bob Dylan, CBS 1989)
- Built to Last (Arista 1989)
- Without a Net (Arista 1990)

sowie weitere Veröffentlichungen von Konzertmitschnitten.

## Songs
Folgende Songs komponierte Brent Mydland für die Grateful Dead:
- Easy To Love You (Mydland/Barlow), veröffentlicht auf “Go To Heaven”
- Far From Me (Mydland), veröffentlicht auf “Go To Heaven”
- Hell In A Bucket (Weir/Mydland/Barlow), veröffentlicht auf “In The Dark”
- Tons Of Steel (Mydland), veröffentlicht auf “In The Dark”
- Just A Little Light (Mydland/Barlow), veröffentlicht auf “Built To Last”
- Blow Away (Mydland/Barlow), veröffentlicht auf “Built To Last”
- We Can Run (Mydland/Barlow), veröffentlicht auf “Built To Last”
- I Will Take You Home (Mydland/Barlow), veröffentlicht auf “Built To Last”
- Never Trust A Woman (Mydland), Live-Version auf “Dozin’ At The Knick”
- Don’t Need Love (Mydland), unveröffentlicht/nur live gespielt
- Gentlemen, Start Your Engines (Mydland/Barlow), unveröffentlicht/nur live gespielt
- Maybe You Know (Mydland), unveröffentlicht/nur live gespielt
- Only A Fool (Mydland), unveröffentlicht/nur live gespielt
- Revolutionary Hamstrung Blues (Mydland/Lesh/Petersen), unveröffentlicht/nur live gespielt